# Klatovy IV
Klatovy IV (Lubské Předměstí, dříve Vídeňské Předměstí), jsou část města Klatovy ve stejnojmenném okrese v Plzeňském kraji. Nachází se na jihu Klatov. Klatovy IV leží v katastrálním území Klatovy o výměře 27,21 km².

## Historie
Klatovy IV byly klatovskou částí v letech 1850–1879. Znovu se jí staly v letech 1900–1920 a podruhé 1. října 1980.

## Obyvatelstvo
| Rok            | 1869  | 1880 | 1890  | 1900  | 1910  | 1921 | 1930  | 1950 | 1961 | 1970  | 1980  | 1991  | 2001  | 2011  | 2021  |
| -------------- | ----- | ---- | ----- | ----- | ----- | ---- | ----- | ---- | ---- | ----- | ----- | ----- | ----- | ----- | ----- |
| Počet obyvatel | 1 209 | 0    | 1 676 | 2 442 | 2 832 | 0    | 2 727 | 0    | 0    | 3 120 | 3 580 | 4 716 | 4 645 | 4 677 | 4 668 |
| Počet domů     | 109   | 0    | 121   | 126   | 136   | 149  | 197   | 0    | 0    | 352   | 406   | 533   | 553   | 633   | 704   |

## Fotogalerie

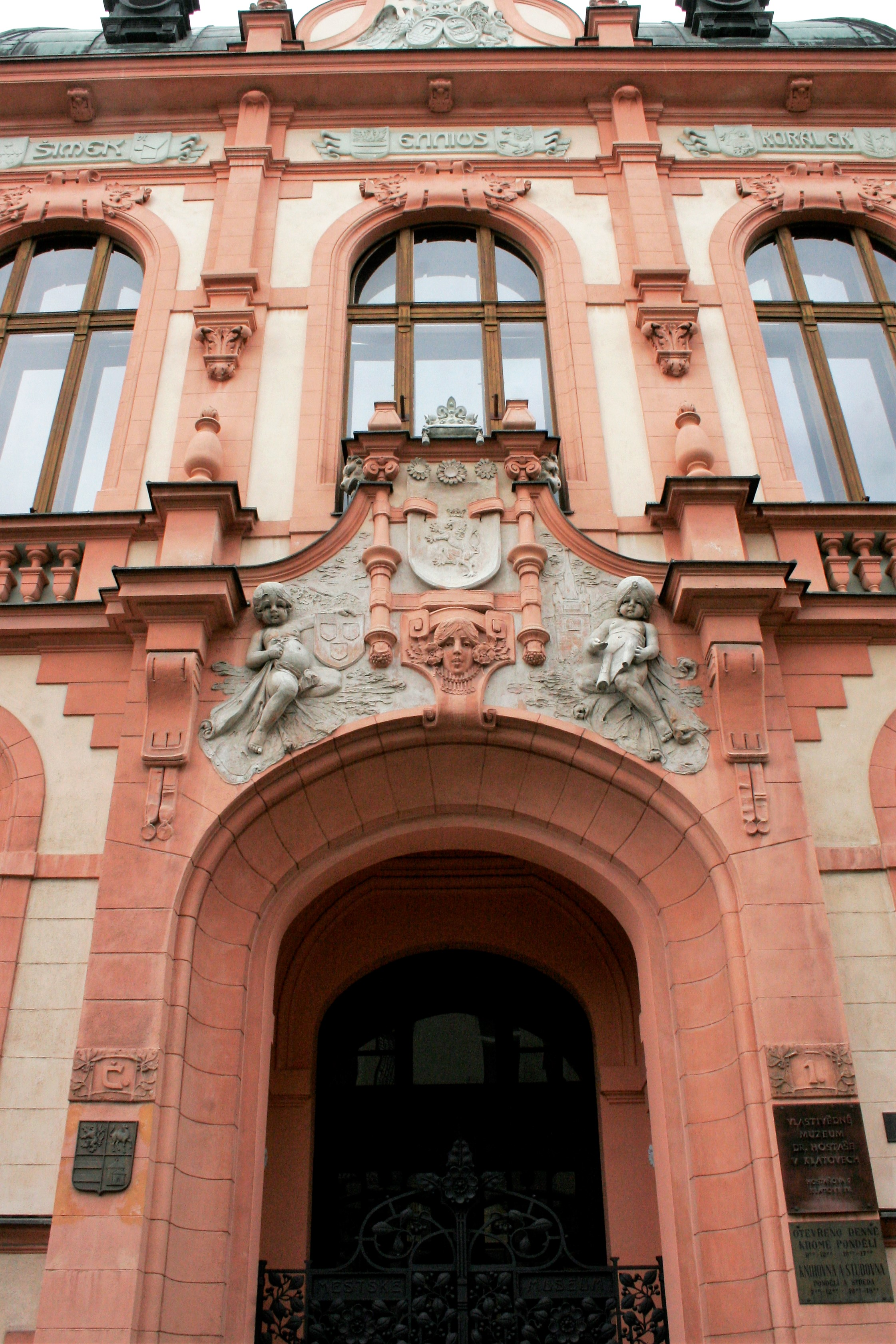
Detail na Vlastivědné muzeum Dr. Hostaše
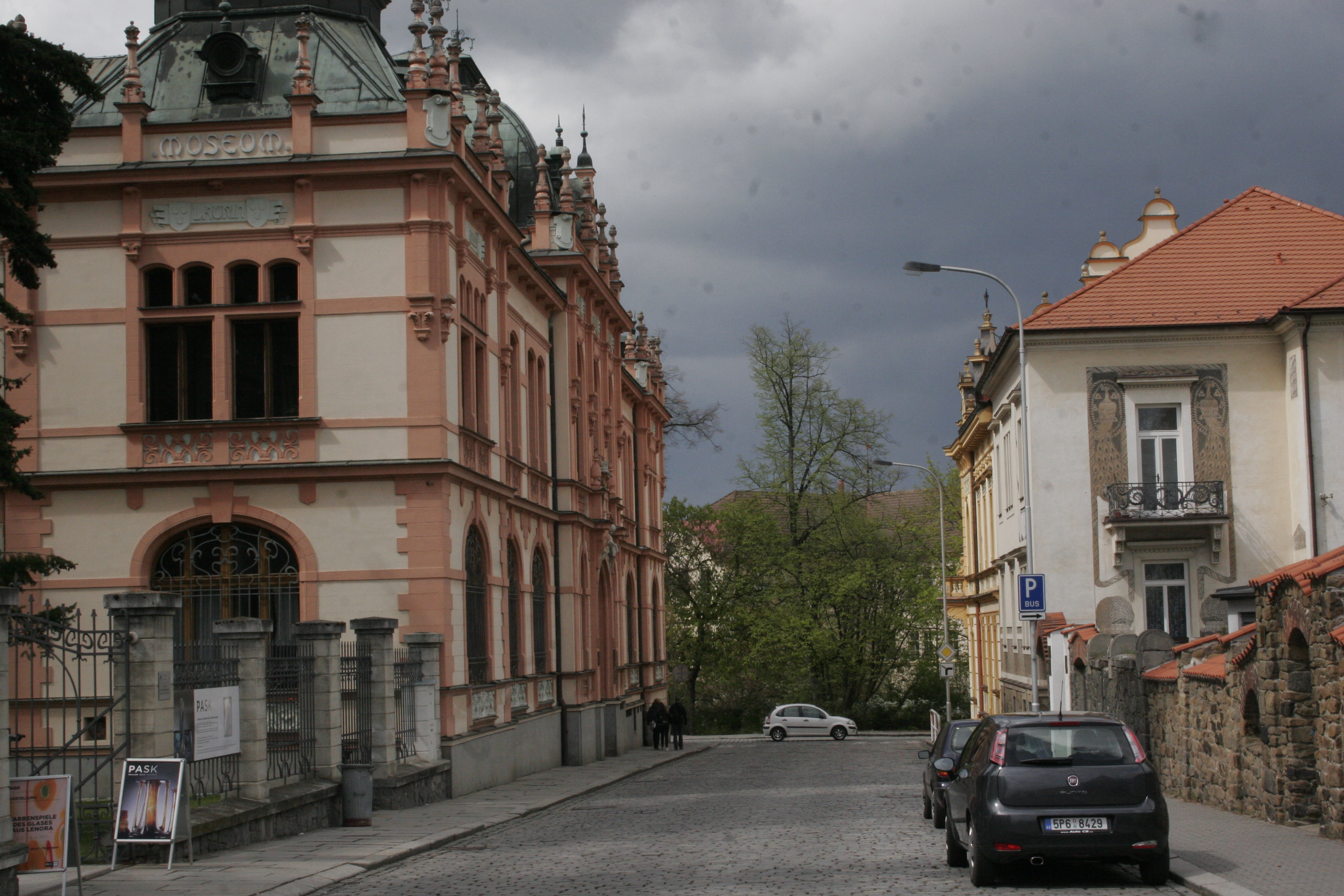
Pohled Hostašovou ulicí na Vlastivědné muzeum Dr. Hostaše
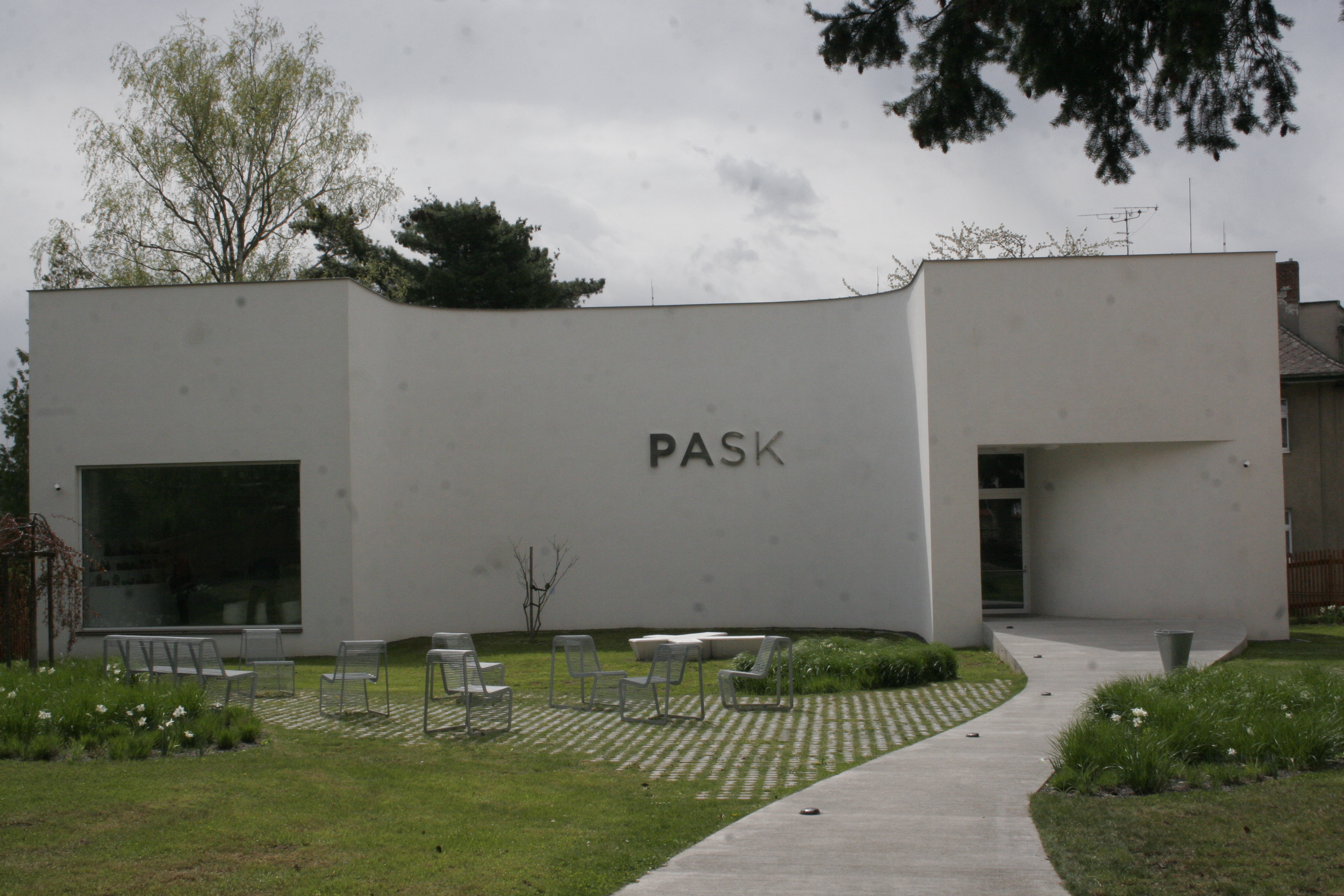
Pavilon skla PASK v Hostašově ulici